# Supone Fonollosa
Supone Fonollosa es el quinto álbum lanzado al mercado por el cantautor catalán Albert Pla. Fue publicado en 1995 por la multinacional discográfica BMG.
El disco se grabó ante la negativa por parte de BMG de editar el disco Veintegenarios en Alburquerque que saldría a la venta con posterioridad, por incluir este último una canción que según la discográfica podía ser acusada de apología del terrorismo. Ante esta negativa Pla, al parecer a instancias de Javier Krahe, decidió hacer un disco de versiones de la obra del poeta barcelonés José María Fonollosa y adaptó 10 de sus poemas a los que acompañó con la inédita de propio cuño Añoro así como con Walk On The Wild Side (El lado más bestia de la vida), versión libre del clásico de Lou Reed.

## Lista de canciones
1. Puedo Empezar - 1:02
2. Mi Esqueleto - 3:37
3. Walk On The Wild Side (El lado más bestia de la vida) - 4:43
4. Pobre Muchacha - 2:56
5. Añoro - 5:02
6. Devoro - 4:24
7. Mujer Mala - 3:32
8. Sufre Como Yo - 3:07
9. No Quise Hacerle Daño - 4:44
10. Maldita Ciudad - 4:10
11. Como Una Nube - 3:12
12. No (con Robe Iniesta) - 1:03